# Fissidens sufflatus
Fissidens sufflatus är en bladmossart som beskrevs av Stone 1987. Fissidens sufflatus ingår i släktet fickmossor, och familjen Fissidentaceae. Inga underarter finns listade i Catalogue of Life.